# Batalla de Castalla (1812)
La batalla de Castalla de 1812 fou un enfrontament armats que es produí a Castalla, al sud-oest del País Valencià, en el context de la Guerra del Francés (1808-1814).

## Antecedents
En el reeixit setge de València i les operacions subsidiàries, l'exèrcit francès del mariscal Louis Gabriel Suchet va conquerir gran part de la província de València. Al sud, l'Exèrcit espanyol de Múrcia es va reagrupar per intentar aturar altres avenços francesos. El 16 de gener de 1812, els espanyols van derrotar un intent del general de divisió Louis-Pierre Montbrun i 5.500 soldats francesos per apoderar-se de la seva base a Alacant. Una expedició anglo-siciliana sota el general Thomas Maitland havia d'arribar a Alacant i el general Arthur Wellesley, va demanar al capità general Joseph O'Donnell que realitzés una operació de detenció.

## Batalla
El general Joseph O'Donnell comptava amb uns 10.000 efectius, lluità contra una fracció d'uns 4000 homes pertanyents al general Harispe i el barò Delort de l'exèrcit imperial francés d'ocupació del comandament del mariscal Suchet
Hi hagué un primer avanç de les forces espanyoles amb cert èxit, però després la cavalleria francesa va contraatacar des d'un paratge d'olivars proper a Ibi, i va desfermar el centre de les tropes espanyoles, passant a baioneta part dels seus defensors. Finalment, el xoc armat es va resoldre clarament a favor dels soldats de Napoleó. La batalla, primera ocorreguda en aquestes terres va resultar un rotund fracàs per als espanyols, a pesar de la seva superioritat numèrica.

## Conseqüències
Rere la derrota dels espanyols, els soldats francesos van prendre possessió de la vila de Castalla, mentre que els patriotes, esgotats i vençuts, fugiren cap a la ciutat d'Alacant, protegida per l'esquadra anglesa.
En ser la resistència espanyola vençuda per forces numèricament inferiors, O'Donnell fou substituït poc després pel general Francisco Javier Elío. i va causar la dimissió del seu germà Enrique O'Donnell Anethan de la Tercera Junta de Regència.